# Surveyor-program

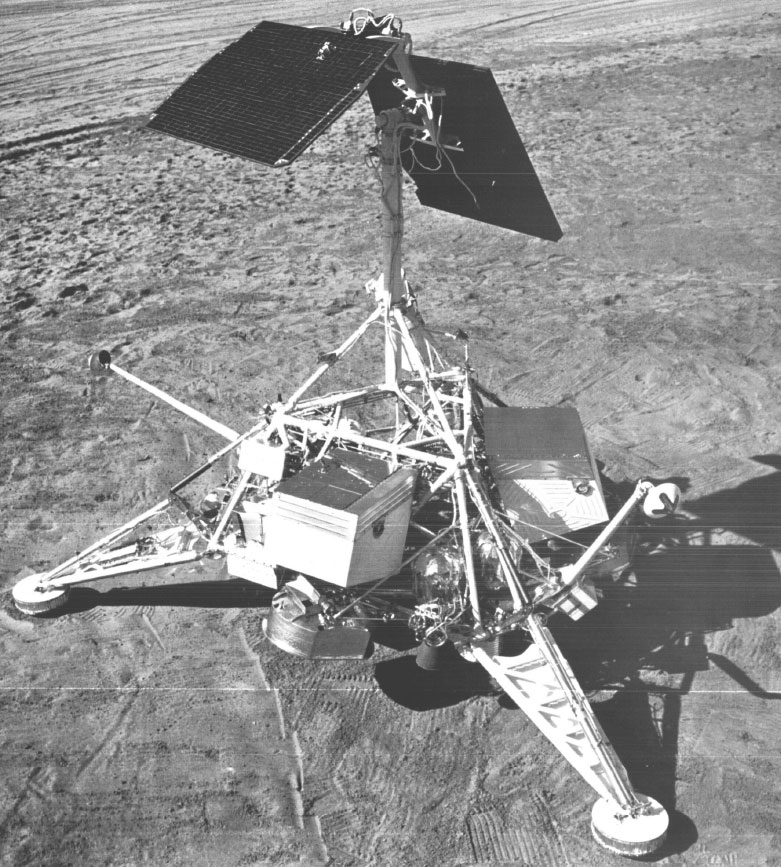
Surveyor holdszonda

A Surveyor-programban 1966-tól 1968-ig hét űrszondát küldtek a Hold felszínére leszálló egységként, melyek közül öt sikeres sima leszállást hajtott végre. A program szervesen illeszkedett a Ranger és a Lunar Orbiter-programokhoz, amelyek az ember Holdra szállását készítették elő a Hold felszínének részletes és globális felderítése útján. A Surveyorok az Apollo-program előkészítésére szolgáltak, Szebehely Győző háromtest-probléma elméletét tesztelték. A Surveyorokat a NASA Jet Propulsion Laboratoryumában fejlesztették ki. A Surveyor–1 volt az első olyan amerikai űrszonda, amely sikeresen elérte a Hold felszínét. A Surveyor-1 és a Surveyor-3 a Viharok Óceánjára, a Surveyor-5 a Nyugalom Tengerére, a Surveyor-6 a Központi Öbölre, a Surveyor-7 pedig a Tycho-kráter északi lejtőire szállt le simán. A Surveyor-2 becsapódott, a Surveyor-4-gyel repülés közben megszakadt az összeköttetés.

## Surveyor szondák
(zárójelben az indítás dátuma)
- Surveyor–1 (1966. április 3.);
- Surveyor–2 (1966. szeptember 20.) - sikertelen kísérlet;
- Surveyor–3 (1967. április 17.);
- Surveyor–4 (1967. július 14.) - sikertelen kísérlet;
- Surveyor–5 (1967. szeptember 8.);
- Surveyor–6 (1967. november 7.);
- Surveyor–7 (1968. január 7.);

## Célok

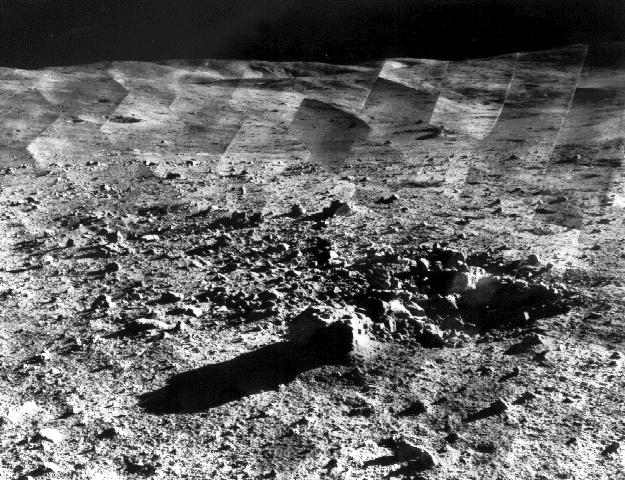
Panoráma a Surveyor-7 leszállási helyén

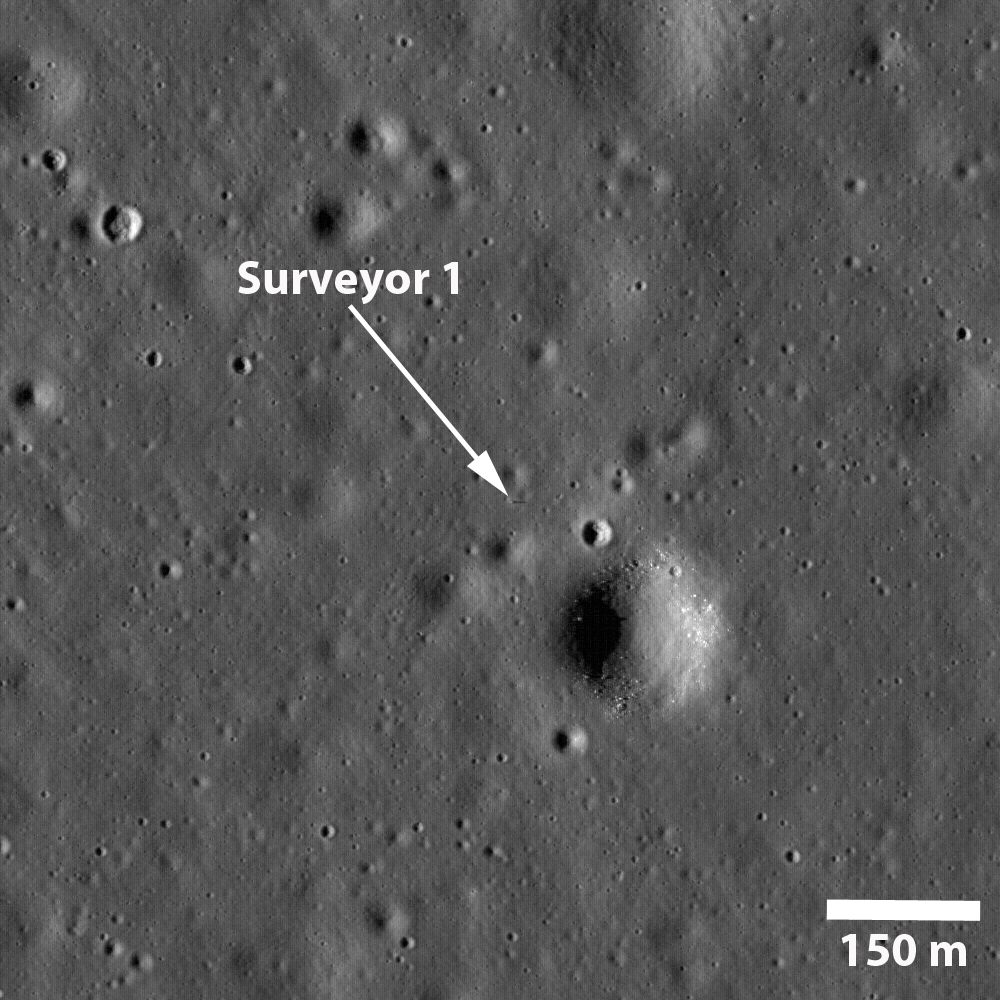
A Surveyor-1 leszállási helye az LRO felvételén

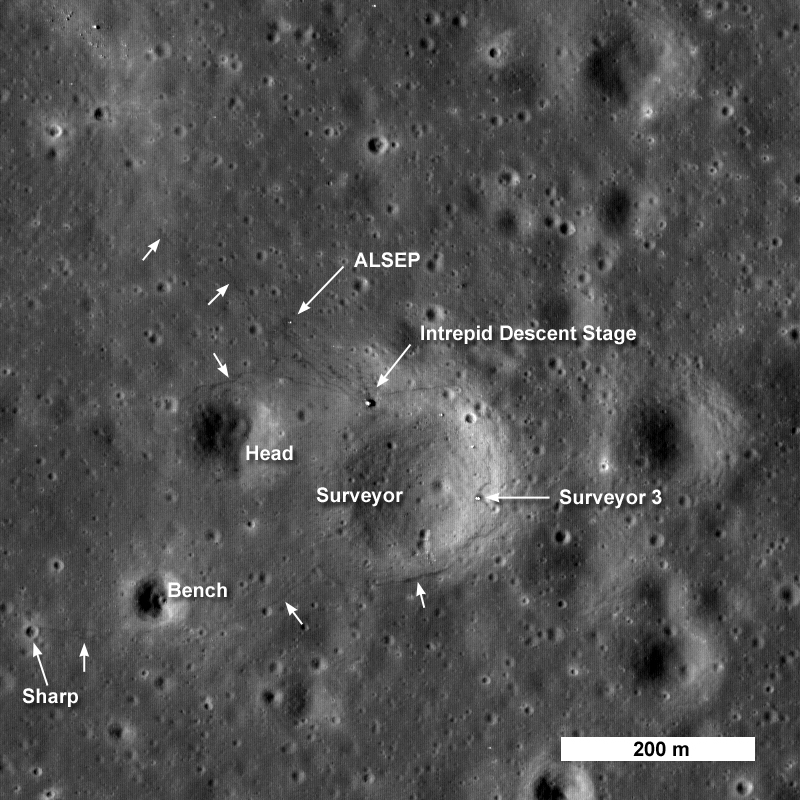
A Surveyor-3 leszállási helye az LRO felvételén

Nem csak a sikeres leszállás volt a cél és a felszín vizsgálata mechanikai és elektrosztatikai, később vegyelemzési célzattal, hanem már a Holdhoz vezető úton pályamanőverek kipróbálása is feladata volt az űrszondáknak.
A két leglátványosabb kísérlet a TV-kamera és a kaparó kar volt. A karral azt vizsgálták meg, hogy milyen mély a holdi porréteg a felszínen. 
A Surveyor-7 alfa-részecske detektort vitt magával a talaj összetételének meghatározására. A fölszerelt mágnessel a talaj mágneses szemcséinek tartalmát mérték.

## A LRO lefényképezi a Hold felszínén a Surveyorokat
A 2009-ben sikeresen Hold körüli pályára állt Lunar Reconnaissance Orbiter (LRO) nemcsak az Apollo-program leszállási helyein maradt műtárgyakat és műszereket, hanem a korábbi Surveyor-program űrszondáit is lefényképezte nagy felbontású kamerájával.

## Külső hivatkozások
- Past Missions – Surveyor 1-7
- A Surveyor Program eredményei (PDF) 1969
- A Surveyor-3 anyagainak elemzése, amiket az Apollo-12 hozott vissza a Földre (PDF) 1972
- A Hold kutatása: A Surveyor program